# Garry Flitcroft
Garry William Flitcroft (Bolton, 1972. november 6. –) angol középpályás, pályafutása során az angol Manchester Cityben és a Blackburn Roversben játszott. 1992-ben volt egy kisebb kitérője a Bury csapatához, valamint pályafutása végén a Sheffield Unitedből vonult vissza. 10-szeres korosztályos válogatott, jelenleg az alacsonyabb osztályú Chorley edzője.

## Sikerek
Manchester City
- Az év játékosa: 1993

Blackburn Rovers
- Angol ligakupagyőztes: 2001–2002